# Potts sygdom
Potts sygdom eller Potts syndrom (på latin: Morbus Pott) er en tuberkuloseinfektion forårsaget af mycobacterium tuberculosis, der sidder i ryggen. Den er opkaldt efter den engelske kirurg Percivall Pott (1714-1788), der som den første i 1779 beskrev sygdommen, der også er blevet påvist i egyptiske mumier.
Sygdommen har flere alvorlige konsekvenser. Den kan forårsage neurologisk skade, kyphoscoliose og ankyloserende spondylitis. Som et resultat af sygdommen reduceres lungevolumen og mængden af alveoler, der fungerer. Hvis hvirvelskaden opstår hos et barn under fire år, vil effekten på mængden af alveoler være endnu større. Den reducerede lungekapacitet kan føre til cor pulmonale og stærkt reduceret levetid.
Efterhånden som medicin mod tuberkulose er blevet mere almindelig, og sundhedsvæsenet er blevet bedre, er sygdommen blevet ualmindelig i industrialiserede lande. I udviklingslande er det dog stadig en almindelig dødsårsag.
En kendt person, der muligvis døde af Potts sygdom, er Søren Kierkegaard. Selv fremsatte han den lægmandsformodning, at hans pukkelryg skyldtes et fald fra et frugttræ, da han var barn. Han havde også den formodning, at hans svækkede almentilstand skyldtes hans høje aktivitet med at skrive døgnet rundt. Lægen Kaare Weismann og filosoffen Jens Staubrand gennemgik i 2013 Kierkegaards bevarede sygehusjournaler og konkluderede, at Kierkegaard som 42-årig sandsynligvis døde af Potts sygdom.